# Amaarae
Amaarae, nom de scène d'Ama Serwah Genfi, née le 4 juillet 1994 à New York, est une chanteuse et auteure-compositrice ghanéenne-américaine. Elle est connue pour ses créations artistiques qui fusionnent pop, R&B, afrobeats et alté (en), ainsi que pour sa représentation inclusive du genre et de la sexualité,.

## Parcours artistique
Après avoir collaboré avec des artistes locaux et sorti quelques singles, elle sort son premier EP, Passionfruit Summers,  en 2017.
En 2020 paraît son premier album The Angel You Don't Know, acclamé par la critique. La chanson Sad Girlz Luv Money (en) avec Moliy connaît la popularité sur TikTok. En 2021, le single est remixé avec la collaboration de Kali Uchis et Moliy, et figure dans les classements du monde entier. Pitchfork qualifie l'album de « Meilleure nouvelle musique » et le nomme 19e meilleur album de 2020.
Le 9 juin 2023, elle sort son deuxième album, Fountain Baby qui reçoit une critique élogieuse.

## Discographie

### Albums studio
- 2020 : The Angel You Don't Know
- 2023 : Fountain Baby
- 2025 : Black Star

### EP
- 2017 : Passionfruit Summers
- 2024 : Roses Are Red, Tears Are Blue - A Fountain Baby

### Singles
- 2018 : Sounds from the Trees (feat. Kay-Ara, Jaw P e Temple)
- 2019 : Like It
- 2020 : Leave Me Alone
- 2020 : Fancy
- 2020 : Money & Laughter (feat. Boj e Zamir)
- 2021 : Sad Girlz Luv Money (feat. Kali Uchis)
- 2023 : Reckless & Sweet
- 2023 : Co-Star
- 2024 : Angels in Tibet
- 2024 : Sweeeet